# آنگولا
آنگولا با نام رسمی جمهوری آنگولا (به پرتغالی: República de Angola) کشوری در جنوب آفریقا و هفتمین کشور بزرگ در آفریقا است. آنگولا از جنوب با نامیبیا، از شرق با زامبیا، از شرق و شمال با جمهوری دموکراتیک کنگو و از غرب با اقیانوس اطلس هم‌مرز است. پرجمعیت‌ترین شهر و پایتخت آن لوآندا است.
زبان رسمی آنگولا زبان پرتغالی، جمعیت آن برابر ۳۲٬۸۶۶٬۰۰۰ نفرو واحد پول آن کوانزا است.
آنگولا از شمال و خاور با جمهوری دموکراتیک کنگو و از خاور با زامبیا و از جنوب با نامیبیا مرز مشترک دارد و از سوی باختر به اقیانوس اطلس می‌رسد.
آنگولا دارای سرزمین برون بومی کابیندا است استان کابیندا از شمال با جمهوری کنگو و از خاور و جنوب خاوری با جمهوری دموکراتیک کنگو و از جنوب باختری و باختر به آب‌های اقیانوس اطلس پیوند می‌خورد.
مردم آنگولا مسیحی هستند که بیش از نیمی از آن‌ها پیرو مذهب کاتولیک رومی و یک‌چهارم نیز پروتستان هستند.

اکثریت مردم آنگولا از مردم سیاه‌پوست بانتو-تبار هستند که ۳۶ درصدشان به قوم اوویمبوندو، ۲۵ درصد به قوم آمبوندو و بقیه به دیگر اقوام تعلق دارند.
کشور آنگولا یکی از کشورهای صادرکننده نفت است که بیش از ۶۰ درصد تولید ناخالص داخلی خود را از طریق فروش نفت تأمین می‌کند و نفت مورد نیاز خود را پس از اینکه در خارج از این کشور به انواع فراورده‌های نفتی تبدیل شد وارد می‌کند، ولی دو سوم مردم این کشور در فقر زندگی می‌کنند.

آنگولا که در بهار ۲۰۰۲ از یک جنگ داخلی ۱۵ ساله به درآمد امروزه به دومین تولیدکننده بزرگ نفت قاره آفریقا بعد از نیجریه تبدیل شده است و آمریکا دومین کشور خریدار نفت خام آنگولاست. آنگولا پس از آفریقای جنوبی و نیجریه سومین اقتصاد آفریقاست.
آنگولا خود را از هم‌اکنون در زمره کشورهای نوظهور اقتصادی جهان می‌بیند. پرتغال که استعمارگر پیشین آنگولا بود هم اینک خود با مشکل بزرگ بیکاری روبه‌رو است و شمار زیادی متخصص پرتغالی برای کار به آنگولا مهاجرت کرده‌اند. آنگولا عضو اتحادیه آفریقا، سازمان ملل متحد و کمیته هماهنگی توسعه در آفریقا است.
از اواخر قرن پانزدهم آنگولا مستعمره پرتغال بود. در قرن بیستم، کارکشی اجباری، اخذ مالیات‌های سنگین و تبعیض از سوی مهاجران پرتغالی به تحریک ملی‌گرایی انجامید. سرکوبی تمامی اعتراضات سیاسی از جانب پرتغال منجر به بروز جنگ چریکی در ۱۹۶۱ شد. وقتی استقلال بالاخره در ۱۹۷۵ اعطا شد، سه جنبش رقیب چریکی برای به دست آوردن کنترل کشور به نبرد پرداختند. جبهه خلق برای آزادی آنگولا، با پشتیبانی شوروی و کوبا، تحت رهبری آگوستینو نتو برتری یافت و همچنین موفق به دفع تهاجمی از جانب آفریقای جنوبی شد. در دهه ۱۹۸۰، سربازان کوبایی به پشتیبانی از دولت جبهه خلق برای آزادی آنگولا در برابر جنبش یونیتا به رهبری جوناس ساویمبی با پشتیبانی آفریقای جنوبی در جنوب ادامه دادند. در ۱۹۹۰ مداخله خارجیان در جنگ داخلی پایان یافت و در ۱۹۹۱ با آتش‌بس توافق شد. در ۱۹۹۲ پس از خودداری یونیتا از پذیرش نتیجه انتخابات چند حزبی، نبرد بین این جنبش و جبهه خلق برای آزادی آنگولا دوباره از سر گرفته شد.

## تاریخ
در ۱۴۸۲ «دیه‌گو کائو» کاشف دریانوردان پرتغالی سرزمین آنگولا را کشف کرد. آنگولا با هند و خاور دور روابط بازرگانی یافت و بعدها مرکز فروش برده به مستعمرات پرتغال در برزیل شد. به موجب پیمان ۱۸۸۵ برلن، استعمارگران انگلیسی و پرتغالی برای استخراج معادن آنگولا به ایجاد راه‌ها و راه‌آهن‌ها و سایر مؤسسات صنعتی و توسعه کشاورزی پرداختند.
آنگولا آخرین مستعمره بزرگ اروپائی بود که استقلال خود را بازیافت. این کشور نزدیک به پنج قرن در استعمار پرتغال بود با کمک‌های نظامی روسیه و کوبا در جنگهای داخلی ۷۶–۱۹۷۵ پیروز گشت.
پس از جنگ جهانی دوم با آغاز جنبش‌های آزادیخواهانه در قاره آفریقا، سرکوب جنبش توسط پرتغالی‌ها با شکست روبرو و سرانجام در آوریل ۱۹۷۴ پرتغال مجبور به دادن استقلال شد و سال بعد رئیس‌جمهور پرتغال «فرانسیسکو داکوستاکومز» استقلال آنگولا را پذیرفت و پس از انجام انتخابات، ام‌پی‌ال‌ای، جبهه‌های آزادی‌خواه آنگولا (اف‌ان‌ال‌ای) و یونیتا مشترکاً استقلال کشور را به دست آوردند. برخی ازین جناح‌های سیاسی کمک‌ها و پیشنهادهایی از کشورهای مختلف دریافت می‌کردند. دیری نگذشت که آنگولا میدان مبارزات داخلی و خارجی گشت. حکومت جدید آنگولا به وسیله ام‌پی‌ال‌ای به رهبری «آگوستینونتو نتو» در یازدهم فوریه ۱۹۷۶ تشکیل و جمهوری مردمی آنگولا برقرار گشت ولی به وسیله زئیر، آفریقای جنوبی تجاوزات زیادی به سرزمین آنگولا صورت گرفت.
جنگ بلافاصله پس از سقوط حکومت استعماری پرتغال در آوریل ۱۹۷۴ آغاز شد و پس از اعلام استقلال نیز ادامه پیدا کرد.
با دخالت سربازان آفریقای جنوبی در کنار نیروهای «اتحاد ملی برای استقلال کامل آنگولا» (یونیتا). دولت «جنبش مردمی برای آزادی آنگولا» (MPLA) با کمک نیروهای کوبایی مقاومت کرد.
در سال ۱۹۹۲، برای مقابله با حمله جدید «اتحاد ملی برای استقلال کامل آنگولا» (یونیتا) و پاسداری از تأسیسات نفتی، دولت لوآندا از فرانسه درخواست کمک نظامی کرد. در سال ۱۹۹۳ شرکت «اکزکیوتیو آوتکامز» به کمک دولت آنگولا شتافته تا تسلط منطقهٔ نفتی سویو را از دست یونیتا بیرون آورد.
برادران امیدوار، دو جهانگرد ایرانی که در سال ۱۳۳۳ خورشیدی تهران را ترک کرده و در طی ۱۰ سال جهان را دور زدند در زمانی که آزادی‌خواهان آنگولا به رهبری هولبرن روبرتو در لوآندا مستقر شده و با پرتغالی‌ها درگیری نظامی داشتند با وجود خطراتی چون سفیدپوست بودن به آنگولا رفته و برای رسیدن به شمال غربی آفریقا از این کشور عبور کردند.

## سیاست

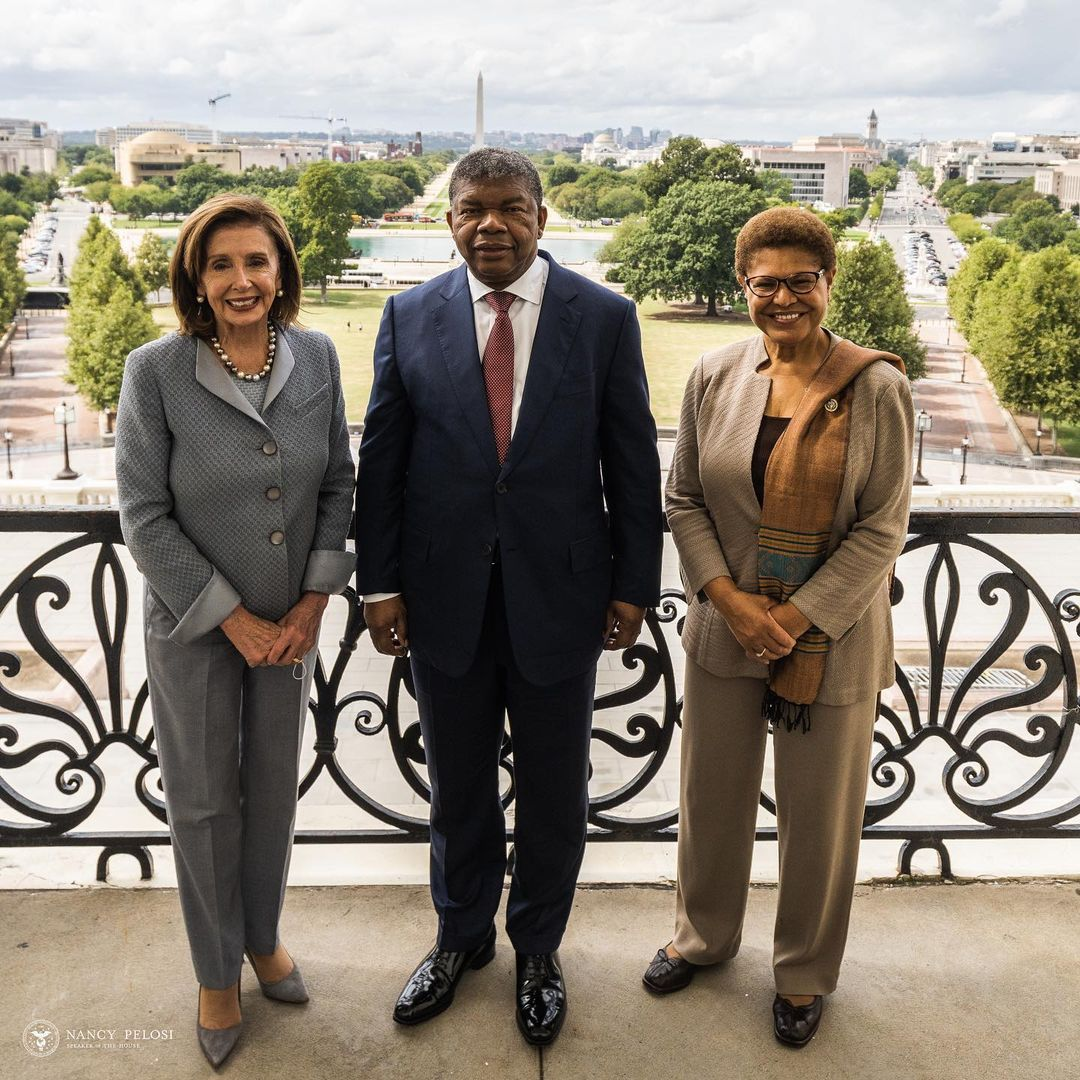
ژوآو لوورنسو رئیس‌جمهور آنگولا و نانسی پلوسی

حزب حاکم آنگولا ام‌پی‌ال‌ای است که از سال ۱۹۷۵ در این کشور حکومت می‌کند.
رئیس‌جمهوری این کشور ژوزه ادوآردو دوس سانتوس است. وی با استقلال آنگولا در سال ۱۹۷۵ میلادی، وزیر امور خارجه دولت انتخابی شد. او در سال ۱۹۷۸ میلادی وزیر طرح و برنامه کشور شد و به دنبال مرگ «آنتونیو آگوستینو نتو»، دوسانتوس در ۱۰ سپتامبر ۱۹۷۹ میلادی به ریاست جمهوری آنگولا رسید و تاکنون در همین منصب است.
دوس‌سانتوس در سال ۱۹۹۱ میلادی با معترضان داخلی، که اختلاف با آن‌ها به درگیری و جنگ‌های داخلی هم منجر شده بود، پیمان آشتی بست و قرار شد که نخستین انتخابات در سال ۱۹۹۲ میلادی برگزار شود. مهم‌ترین گروه مخالفان که خواستار به قدرت رسیدن به جای حزب ام‌پی‌ال‌ای بودند، حزب «یونیتا» بود. انتخابات در وقت مقرر انجام شد و با تأیید سازمان ملل و دیگر ناظران بین‌المللی، ام‌پی‌ال‌ای حزب حاکم و دوس‌سانتوس رئیس‌جمهور آنگولا شد. البته یونیتا همچنان به اعتراضات خود ادامه داد و نتایج انتخابات را نپذیرفت به همین دلیل بار دیگر کشور به صحنه درگیری تبدیل شد. دوس‌سانتوس برای بازگرداندن کشور به حالت آرامش اقدام نمود و از سازمان ملل، آمریکا، روسیه و پرتغال برای حل این بحران استفاده کرد.
نتیجه این اقدامات آن بود که در نوامبر ۱۹۹۴ میلادی «پیمان لوساکا» میان دولت و حزب یونیتا منعقد گردید. بعد از ایجاد آرامش داخلی نسبی، در سپتامبر سال ۱۹۹۵ میلادی، در پی اقدامات و طرح‌های دوس‌سانتوس برای بازسازی کشور و تقویت زیرساخت‌ها، نمایندگانی را برای جلب پشتیبانی جامعه بین‌الملل به بروکسل فرستاد. ناآرامی‌های داخلی آنگولا تا سال ۲۰۰۲ میلادی نیز ادامه یافت. اما با کشته شدن جوناس ساویمبی، رهبر حزب یونیتا، توسط ارتش آنگولا در سال ۲۰۰۲ میلادی، اعضای دیگر این حزب دست از مبارزه برداشتند و صلح نمودند. حزب یونیتا در سال ۱۹۹۳ میلادی توسط آمریکا به رسمیت شناخته شده بود. از اقدامات دوس‌سانتوس می‌توان به لغو مجازات اعدام و تغییر بخشی از قانون اساسی اشاره نمود.
دوسانتوس در سال ۲۰۰۱ میلادی اعلام کرده بود که در انتخابات شرکت نمی‌کند، اما بار دیگر در سال ۲۰۰۳ میلادی به عنوان رهبر حزب حاکم و رئیس‌جمهور آنگولا معرفی شد.

## جغرافیا

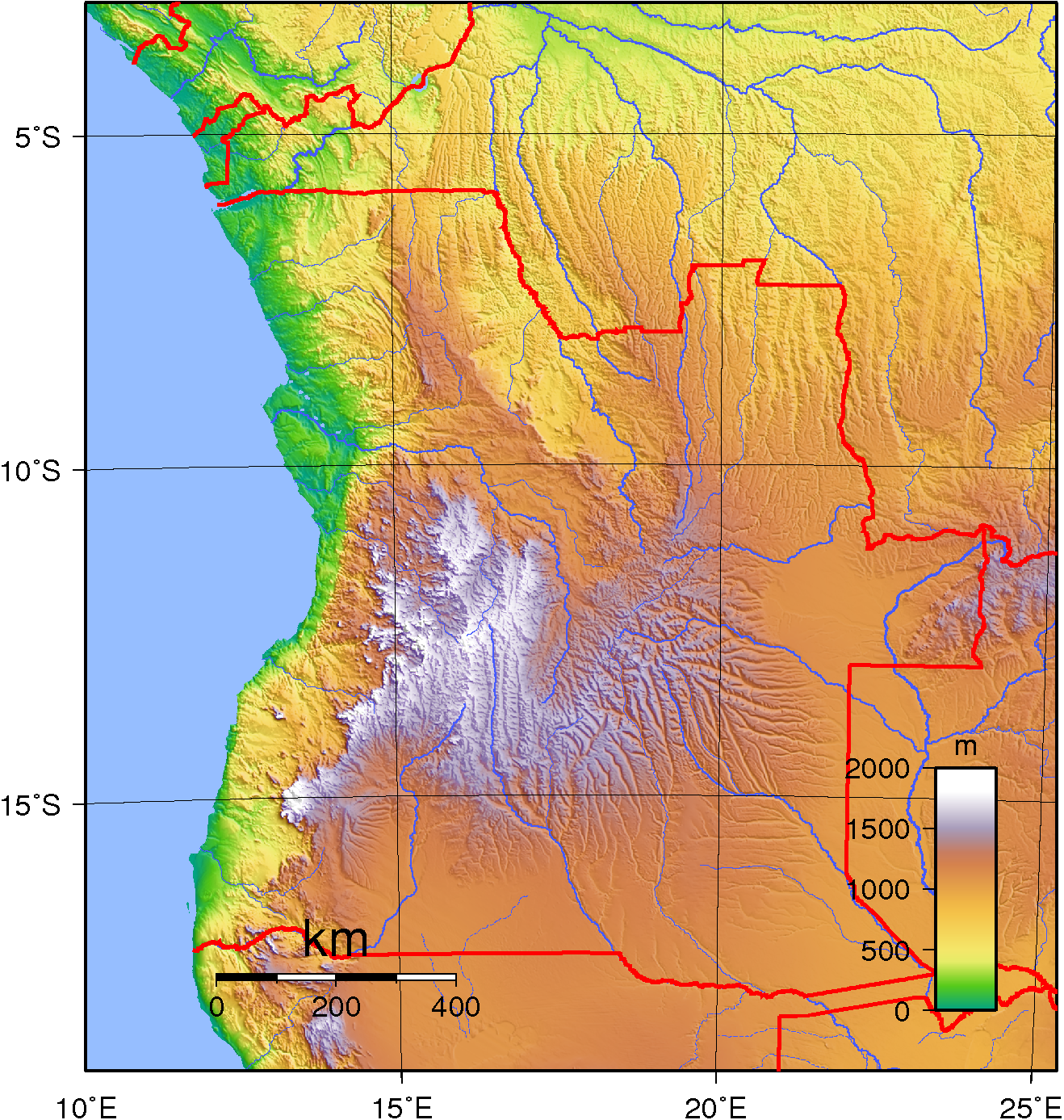
نقشه توپوگرافیک آنگولا.

آنگولا کشوری بزرگ در جنوب غرب آفریقا و در کناره جنوبی اقیانوس اطلس، بین نامیبیا و جمهوری دموکراتیک کنگو واقع شده است. میزان بارش سالانه از ۲۵ سانتی‌متر در شمال، تا ۶۰ سانتی‌متر در جنوب این کشور، متغیر است. پست‌ترین نقطه آنگولا در ساحل اقیانوس اطلس همسطح آب‌های آزاد دنیاست و بلندترین نقطه آن مورو دموکو با ۲۶۲۰ متر ارتفاع است. طول خطوط ساحلی آنگولا با اقیانوس اطلس از سمت غرب به ۱۶۰۰ کیلومتر می‌رسد.
کابیندا یک ناحیه جدا شده از خاک اصلی کشور آنگولا می‌باشد که در قسمت شمال رود کنگو واقع شده است.
بخش اعظم کشور آنگولا را فلات‌ها پوشانده‌اند (فلات بیه و لوآندا مهم‌ترین فلات‌ها هستند)، جلگه ساحلی (کناره اقیانوس اطلس) که از جنوب به طرف شمال امتداد دارد. در قسمتهای جنوبی باریک و در شمال عریض‌تر می‌گردد. جلگه داخلی آنگولا در شمال به وسیله رودخانه کنگو و در جنوب به وسیله رودخانه کوبانگو، قسمتی از مرز بین‌المللی را تشکیل می‌دهند. رودخانه زامبزی که ۲۵۷۵ کیلومتر طول دارد و به اقیانوس هند می‌ریزد از طرف منتهی‌الیه قسمت شرقی آنگولا جاری می‌شود از دیگر رودخانه‌های مهم این کشور می‌توان کوننه، کوانزا، کویتو و لوکالا (Lucala River) را نام برد.
مناطق غربی آنگولا به لحاظ مجاورت با اقیانوس اطلس، آب و هوایی اقیانوسی دارد، ولی مناطق شمالی این کشور دارای آب و هوایی سرد و کوهستانی است و بیشتر مناطق شرقی هم آب و هوایی گرم و مرطوب دارند. جلگه داخلی به خاطر ارتفاعش یک آب و هوای معتدل و بارانی متناوب دارد. ماه‌های خرداد تا شهریور خشک‌ترین و سردترین ماه‌ها مهر تا اردیبهشت با میانگین بارندگی ۱۵۲ سانتیمتر در شمال شرقی می‌باشد.

## تقسیمات کشوری
کشور آنگولا ۱۸ استان دارد:
| 1. بنگو 2. بنگوئلا 3. بیه 4. کابیندا 5. کواندو کوبانگو 6. کوانزای شمالی 7. کوانزای جنوبی 8. کونه‌نه 9. هوامبو | 1. هوییلا 2. لواندا 3. لوندای شمالی 4. لوندای جنوبی 5. مالانژه 6. موشیکو 7. نامیبه 8. اوییگه 9. زئیر |

## اقتصاد

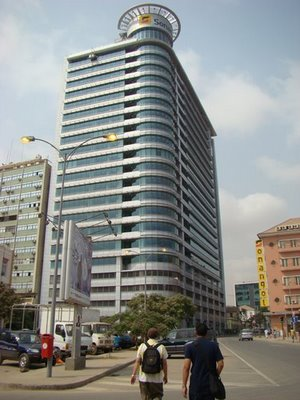
سونانگول شرکت دولتی نفت و گاز آنگولایی

نیمی از جمعیت بزرگسال در بخش کشاورزی و عمدتاً تولید فراورده‌های غذایی مشغول هستند. فراورده عمده صادراتی قهوه است. بخش زیادی از جمعیت این کشور، در کار کشت ذرت و قهوه هستند. آنگولا دارای منابع زیر زمینی بسیار غنی، نظیر: نفت، الماس، آهن و منگنز، مس، طلا بوده و بیش از نیمی از درآمد کشور، از فروش نفت حاصل می‌شود. مراکز صنعتی و به ویژه، نساجی، بیشتر در کنار پایتخت دایر می‌باشند.
سومین اقتصاد آفریقای جنوب صحرا پس از آفریقای جنوبی و نیجریه، آنگولا خود را از هم‌اکنون در زمره کشورهای نوظهور اقتصادی جهان می‌بیند. در پی موفقیت آشتی ملی، پس از چندین دهه جنگ داخلی، آنگولا از یک ثبات سیاسی برخوردار است که جذب سرمایه‌گذاران خارجی به‌ویژه چینیان را در پی داشته است.
در پی برقراری آتش‌بس و پایان جنگ داخلی در کشور آفریقایی آنگولا در سال ۲۰۰۲ میلادی، ساختمان‌سازی در لوآندا پایتخت این کشور به شدت گسترش یافت. وضعیت جغرافیایی این شهر به گونه‌ای است که تنها گنجایش سکونت ۵۰۰ هزار تن را دارد درحالی‌که اینک بیش از پنج میلیون تن در این شهر زندگی می‌کنند و همین مسئله موجب شده که زندگی در آن برای خارجی‌هایی که به این کشور سفر کرده و به کار و زندگی مشغولند به گونه‌ای پرهزینه شود که به گرانترین پایتخت جهان مبدل شود.

نمودار میزان رشد اقتصاد آنگولا

پرتغال که استعمارگر پیشین آنگولا بود هم اینک خود با مشکل بزرگ بیکاری روبه‌رو است و شمار زیادی متخصص پرتغالی برای کار به آنگولا مهاجرت کرده‌اند. از پانصد و سی و دو مؤسسه خارجی در آنگولا – که ۴۰ درصد تولید ناخالص داخلی را کنترل می‌کنند -، ۳۸ درصد پرتغالی و ۱۸٬۸ درصد چینی هستند. در حالی که پرتغالی‌های مقیم آنگولا در سال ۲۰۰۳ حدود بیست و یک هزار نفر بودند، در سال ۲۰۱۱ تعداد آن‌ها از صد هزار نفر تجاوز می‌کند. بر اساس گزارش‌های کنسولگری‌های آنگولائی، تعداد واقعی دو برابر این رقم است.
شرکت نفت دولتی آنگولا روز ۲۴ فوریه ۲۰۱۲، ۵ اسفند ۹۰ اعلام کرد که به دلیل تحریم‌های بین‌المللی علیه ایران، از حضور در یک پروژهٔ هفت و نیم میلیارد دلاری گاز در ایران منصرف شده است. سهم شرکت نفت آنگولا در پروژه فاز ۱۲ پارس جنوبی بیست درصد بود که این شرکت نفتی اعلام کرد به دلیل تحریم‌های بین‌المللی ایالات متحده آمریکا علیه ایران از این پروژه کناره‌گیری کرده است.

## فرهنگ

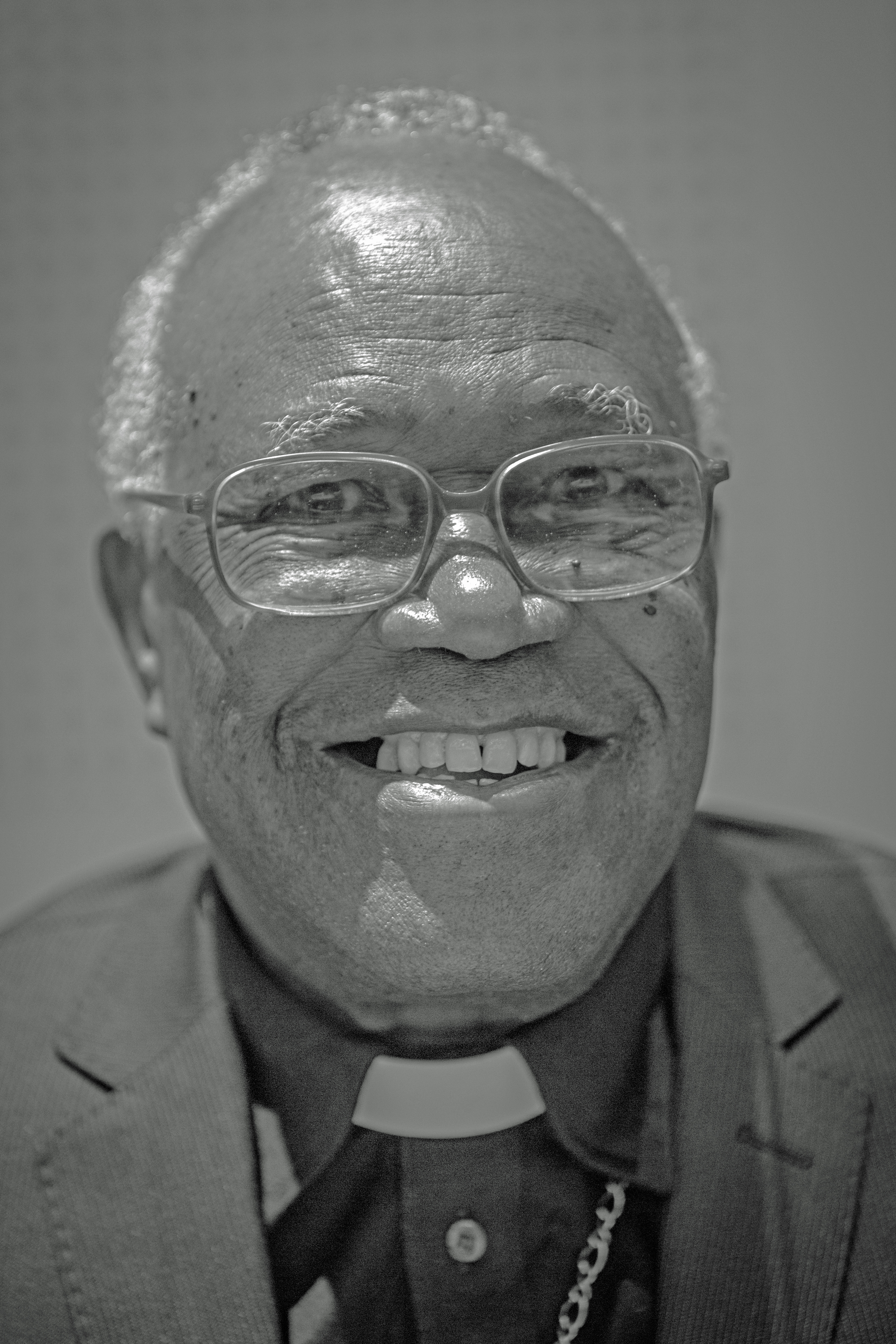
زاخاری کامونو کشیش کاتولیک و فعال صلح

فرهنگ مردم آنگولا مخلوطی از فرهنگ قدیم تلفیق شده با فرهنگ اروپایی هست. فرهنگ امروزی آنگولا بیشتر بومی بانتو است که با فرهنگ پرتغالی مخلوط شده است. جوامع قومی متنوع با ویژگی‌های فرهنگی، سنت‌ها و زبان‌ها یا گویش‌های بومی خود عبارتند از اویمبوندو، آمبوندو، باکونگو، چوکوه، آوامبو و دیگر مردمان.

### ورزش
فدراسیون فوتبال آنگولا در سال ۱۹۷۹ تأسیس شده و از سال ۱۹۸۰ به عضویت فیفا درآمده است. آنگولا نخستین بار شرکت در دور مقدماتی جام‌های جهانی را نیز به سال ۱۹۸۵ و برای جام جهانی فوتبال در سال ۱۹۸۶ در مکزیک تجربه کرد.